# Alberto Manzi

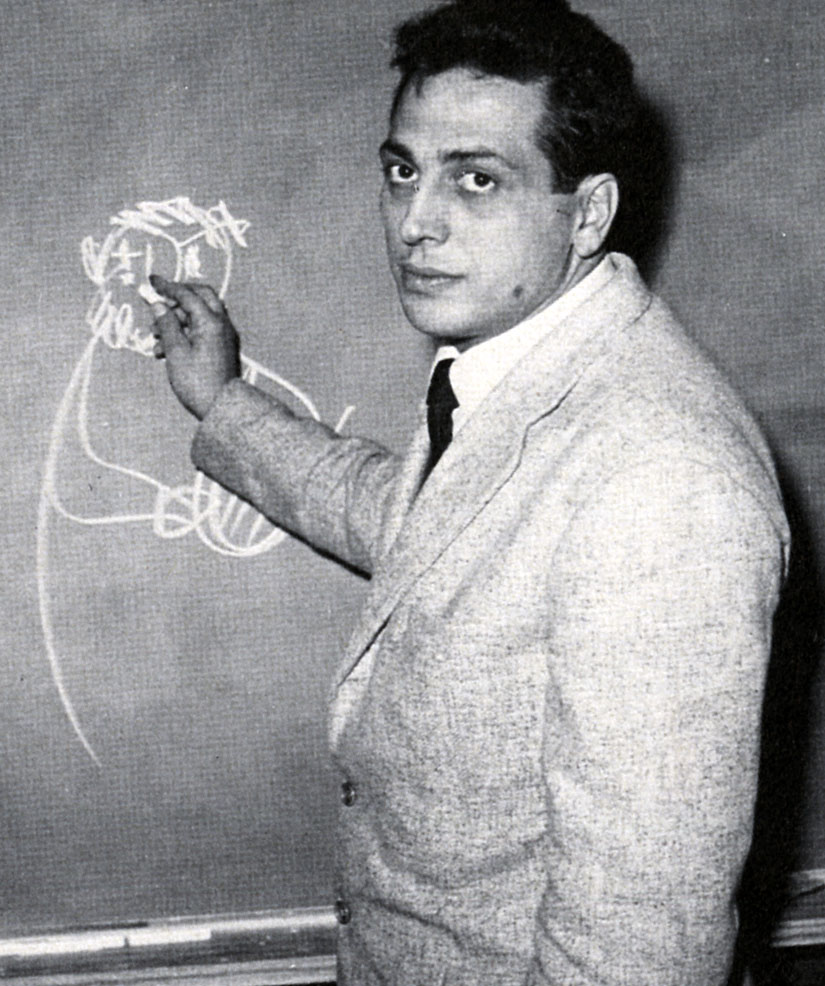
Alberto Manzi (1960)

Alberto Manzi (* 3. November 1924 in Rom; † 4. Dezember 1997 in Pitigliano) war ein italienischer Schriftsteller, Lehrer und Fernsehmoderator.

## Leben
Alberto Manzi wurde 1924 in Rom geboren. Er begann zunächst ein Marinestudium, bevor er an der Universität Rom eine Grundschullehrerausbildung absolvierte und 1942 erfolgreich abschloss.  Manzi arbeitete daraufhin als Pädagoge in einem Jugendgefängnis in Rom und nahm später eine Vollzeitstelle als Grundschullehrer an.
Bekanntheit erlangte er v. a. als Moderator der TV-Sendung Non è mai troppo tardi (dt. Es ist nie zu spät), die zwischen 1960 und 1968 ausgestrahlt wurde und als Beitrag im sozialen Kampf gegen Analphabetismus gedacht war. Die Sendung zeigte echten Grundschulunterricht mit revolutionären didaktischen Konzepten für jene Zeit. Mehrere Schulen in Italien tragen seinen Namen. Von 1954 bis 1977 reiste Manzi jedes Jahr nach Südamerika, um Schulungskurse für Ureinwohner abzuhalten und soziale Aktivitäten durchzuführen.
Alberto Manzi veröffentlichte mehrere Romane, darunter der bekannteste Orzowei (1955), der als Serie für das italienische Kinderfernsehen adaptiert wurde. Von 1995 bis 1997 war er Bürgermeister von Pitigliano in der Provinz Grosseto in der Toskana, wo er lebte. Hier verstarb er am 4. Dezember 1997.

## Auszeichnungen (Auswahl)
- 1978: Österreichischer Kinder- und Jugendbuchpreis für Amigo, ich singe im Herzen[2]

## Werke (Auswahl)
- Il filo d'erba, 1979 (dt. Stunden im August)
- El Loco, 1979 (dt. El Loco, der Spinner)
- La luna nelle baracche, 1974 (dt. Amigo, ich singe im Herzen)
- Ae, Einar!, 1963 (dt. Der lange Weg nach Arjeplog)
- Orzowei, 1955 (dt. Weißer Sohn des kleinen Königs)
- Grogh, storia di un castoro, 1950 (dt. Am Fluss der Biber)[3]

## Deutschsprachige Hörspielbearbeitungen
- 1990: El Loco – Der Spinner. Regie: Jörg Jannings (Kinderhörspiel, RB/NDR)[4]
- 1982: Amigo, ich singe im Herzen. Bearbeitung und Regie: Rolf Lang (ORF Wien)[5]